# 1 500 meter för herrar i friidrott vid olympiska sommarspelen 2000
1 500 meter för herrar vid olympiska sommarspelen 2000 i Sydney avgjordes 25-29 september. 

## Medaljörer
| Gren        | Guld             | Guld         | Silver                     | Silver  | Brons               | Brons   |
| 1 500 meter | Noah Ngeny Kenya | 3:32.07 (OR) | Hicham El Guerrouj Marocko | 3:32:32 | Bernard Lagat Kenya | 3:32.44 |

## Resultat
- Q innebär avancemang utifrån placering i heatet.
- q innebär avancemang utifrån total placering.
- DNS innebär att personen inte startade.
- DNF innebär att personen inte fullföljde.
- DQ innebär diskvalificering.
- NR innebär nationellt rekord.
- OR innebär olympiskt rekord.
- WR innebär världsrekord.
- PB innebär personligt rekord.
- SB innebär säsongsbästa.

### Omgång 1
| Heat 1 av 3 Datum: Måndagen den 25 september 2000 | Heat 1 av 3 Datum: Måndagen den 25 september 2000 | Heat 1 av 3 Datum: Måndagen den 25 september 2000 | Heat 1 av 3 Datum: Måndagen den 25 september 2000 | Heat 1 av 3 Datum: Måndagen den 25 september 2000 | Heat 1 av 3 Datum: Måndagen den 25 september 2000 | Heat 1 av 3 Datum: Måndagen den 25 september 2000 | Heat 1 av 3 Datum: Måndagen den 25 september 2000 | Heat 1 av 3 Datum: Måndagen den 25 september 2000 |
| Placering                                         | Placering                                         | Idrottare                                         | Nation                                            | Bana                                              | Tid                                               | Kval.                                             | Rekord                                            |                                                   |
| Heat                                              | Totalt                                            | Idrottare                                         | Nation                                            | Bana                                              | Tid                                               | Kval.                                             | Rekord                                            |                                                   |
| ------------------------------------------------- | ------------------------------------------------- | ------------------------------------------------- | ------------------------------------------------- | ------------------------------------------------- | ------------------------------------------------- | ------------------------------------------------- | ------------------------------------------------- | ------------------------------------------------- |
| 1                                                 | 4                                                 | Hicham El Guerrouj                                | Marocko                                           | 1                                                 | 3:38.57                                           | Q                                                 |                                                   |                                                   |
| 2                                                 | 5                                                 | Jose Antonio Redolat                              | Spanien                                           | 7                                                 | 3:38.66                                           | Q                                                 |                                                   |                                                   |
| 3                                                 | 10                                                | Kamel Boulahfane                                  | Algeriet                                          | 10                                                | 3:39.01                                           | Q                                                 |                                                   |                                                   |
| 4                                                 | 11                                                | John Mayock                                       | Storbritannien                                    | 3                                                 | 3:39.08                                           | Q                                                 |                                                   |                                                   |
| 5                                                 | 12                                                | Hailu Mekonnen                                    | Etiopien                                          | 8                                                 | 3:39.09                                           | Q                                                 |                                                   |                                                   |
| 6                                                 | 13                                                | Michael Stember                                   | USA                                               | 12                                                | 3:39:13                                           | Q                                                 |                                                   |                                                   |
| 7                                                 | 15                                                | Julius Achon                                      | Uganda                                            | 6                                                 | 3:39.40                                           | q                                                 |                                                   |                                                   |
| 8                                                 | 19                                                | William Chirchir                                  | Kenya                                             | 5                                                 | 3:40.22                                           |                                                   |                                                   |                                                   |
| 9                                                 | 23                                                | James Nolan                                       | Irland                                            | 13                                                | 3:40.50                                           |                                                   |                                                   |                                                   |
| 10                                                | 33                                                | Darko Radomirovic                                 | FR Jugoslavien                                    | 11                                                | 3:43.57                                           |                                                   |                                                   |                                                   |
| 11                                                | 35                                                | Nick Howarth                                      | Australien                                        | 4                                                 | 3:45.46                                           |                                                   |                                                   |                                                   |
| 12                                                | 36                                                | Branko Zorko                                      | Kroatien                                          | 9                                                 | 3:46.16                                           |                                                   |                                                   |                                                   |
| 13                                                | 37                                                | Francis Fanelo Munthali                           | Malawi                                            | 1                                                 | 3:46.34                                           |                                                   | NR                                                |                                                   |

| Heat 2 av 3 Datum: Måndagen den 25 september 2000 | Heat 2 av 3 Datum: Måndagen den 25 september 2000 | Heat 2 av 3 Datum: Måndagen den 25 september 2000 | Heat 2 av 3 Datum: Måndagen den 25 september 2000 | Heat 2 av 3 Datum: Måndagen den 25 september 2000 | Heat 2 av 3 Datum: Måndagen den 25 september 2000 | Heat 2 av 3 Datum: Måndagen den 25 september 2000 | Heat 2 av 3 Datum: Måndagen den 25 september 2000 | Heat 2 av 3 Datum: Måndagen den 25 september 2000 |
| Placering                                         | Placering                                         | Idrottare                                         | Nation                                            | Bana                                              | Tid                                               | Kval.                                             | Rekord                                            |                                                   |
| Heat                                              | Totalt                                            | Idrottare                                         | Nation                                            | Bana                                              | Tid                                               | Kval.                                             | Rekord                                            |                                                   |
| ------------------------------------------------- | ------------------------------------------------- | ------------------------------------------------- | ------------------------------------------------- | ------------------------------------------------- | ------------------------------------------------- | ------------------------------------------------- | ------------------------------------------------- | ------------------------------------------------- |
| 1                                                 | 21                                                | Mehdi Baala                                       | Frankrike                                         | 3                                                 | 3:40.35                                           | Q                                                 |                                                   |                                                   |
| 2                                                 | 22                                                | Bernard Lagat                                     | Kenya                                             | 5                                                 | 3:40.42                                           | Q                                                 |                                                   |                                                   |
| 3                                                 | 24                                                | Juan Carlos Higuero                               | Spanien                                           | 1                                                 | 3:40.60                                           | Q                                                 |                                                   |                                                   |
| 4                                                 | 25                                                | Kevin Sullivan                                    | Kanada                                            | 12                                                | 3:40.80                                           | Q                                                 |                                                   |                                                   |
| 5                                                 | 26                                                | Daniel Zegeye                                     | Etiopien                                          | 2                                                 | 3:40.91                                           | Q                                                 |                                                   |                                                   |
| 6                                                 | 27                                                | Gabriel Jennings                                  | USA                                               | 14                                                | 3:40:96                                           | Q                                                 |                                                   |                                                   |
| 7                                                 | 28                                                | Adil Kaouch                                       | Marocko                                           | 13                                                | 3:41.06                                           |                                                   |                                                   |                                                   |
| 8                                                 | 29                                                | Mohamed Khaldi                                    | Algeriet                                          | 6                                                 | 3:41.16                                           |                                                   |                                                   |                                                   |
| 9                                                 | 30                                                | Vjatjeslav Sjabunin                               | Ryssland                                          | 7                                                 | 3:41.52                                           |                                                   |                                                   |                                                   |
| 10                                                | 31                                                | Ivan Heshko                                       | Ukraina                                           | 9                                                 | 3:41.80                                           |                                                   |                                                   |                                                   |
| 11                                                | 34                                                | Alexis Sharangabo                                 | Rwanda                                            | 8                                                 | 3:44.06                                           |                                                   |                                                   |                                                   |
| 12                                                | 38                                                | Chungu Chipako                                    | Zambia                                            | 11                                                | 3:49.79                                           |                                                   |                                                   |                                                   |
| 13                                                | 40                                                | Jose Luis Ebatela Nvo                             | Ekvatorialguinea                                  | 4                                                 | 4:06.14                                           |                                                   |                                                   |                                                   |
| 14                                                | 41                                                | Anthony Whiteman                                  | Storbritannien                                    | 4                                                 | DNF                                               |                                                   |                                                   |                                                   |

| Heat 3 av 3 Datum: Måndagen den 25 september 2000 | Heat 3 av 3 Datum: Måndagen den 25 september 2000 | Heat 3 av 3 Datum: Måndagen den 25 september 2000 | Heat 3 av 3 Datum: Måndagen den 25 september 2000 | Heat 3 av 3 Datum: Måndagen den 25 september 2000 | Heat 3 av 3 Datum: Måndagen den 25 september 2000 | Heat 3 av 3 Datum: Måndagen den 25 september 2000 | Heat 3 av 3 Datum: Måndagen den 25 september 2000 | Heat 3 av 3 Datum: Måndagen den 25 september 2000 |
| Placering                                         | Placering                                         | Idrottare                                         | Nation                                            | Bana                                              | Tid                                               | Kval.                                             | Rekord                                            |                                                   |
| Heat                                              | Totalt                                            | Idrottare                                         | Nation                                            | Bana                                              | Tid                                               | Kval.                                             | Rekord                                            |                                                   |
| ------------------------------------------------- | ------------------------------------------------- | ------------------------------------------------- | ------------------------------------------------- | ------------------------------------------------- | ------------------------------------------------- | ------------------------------------------------- | ------------------------------------------------- | ------------------------------------------------- |
| 1                                                 | 1                                                 | Noah Ngeny                                        | Kenya                                             | 7                                                 | 3:38.03                                           | Q                                                 |                                                   |                                                   |
| 2                                                 | 2                                                 | Noureddine Morceli                                | Algeriet                                          | 14                                                | 3:38.41                                           | Q                                                 |                                                   |                                                   |
| 3                                                 | 3                                                 | Andrés Manuel Díaz                                | Spanien                                           | 3                                                 | 3:38.54                                           | Q                                                 |                                                   |                                                   |
| 4                                                 | 6                                                 | Youssef Baba                                      | Marocko                                           | 1                                                 | 3:38.68                                           | Q                                                 |                                                   |                                                   |
| 5                                                 | 7                                                 | Berhanu Alemu                                     | Etiopien                                          | 4                                                 | 3:38.79                                           | Q                                                 |                                                   |                                                   |
| 6                                                 | 8                                                 | Driss Maazouzi                                    | Frankrike                                         | 5                                                 | 3:38:88                                           | Q                                                 |                                                   |                                                   |
| 7                                                 | 9                                                 | Jason Pyrah                                       | USA                                               | 13                                                | 3:38.94                                           | q                                                 |                                                   |                                                   |
| 8                                                 | 14                                                | Marko Koers                                       | Nederländerna                                     | 9                                                 | 3:39.16                                           | q                                                 |                                                   |                                                   |
| 9                                                 | 16                                                | Mohammed Yagoub                                   | Sudan                                             | 12                                                | 3:39.52                                           | q                                                 |                                                   |                                                   |
| 10                                                | 17                                                | Hudson de Souza                                   | Brasilien                                         | 2                                                 | 3:39.70                                           | q                                                 |                                                   |                                                   |
| 11                                                | 18                                                | Andrew Graffin                                    | Storbritannien                                    | 6                                                 | 3:39:75                                           | q                                                 |                                                   |                                                   |
| 12                                                | 20                                                | Ibrahim Mohamud Aden Gedi                         | Somalia                                           | 11                                                | 3:40.33                                           |                                                   |                                                   |                                                   |
| 13                                                | 32                                                | Rui Silva                                         | Portugal                                          | 10                                                | 3:41.93                                           |                                                   |                                                   |                                                   |
| 14                                                | 39                                                | Sidi Mohamed Ould Bidjel                          | Mauretanien                                       | 8                                                 | 4:03.74                                           |                                                   | PB                                                |                                                   |

Totala tesultat omgång 1
| Omgång 1 Totala resultat | Omgång 1 Totala resultat  | Omgång 1 Totala resultat | Omgång 1 Totala resultat | Omgång 1 Totala resultat | Omgång 1 Totala resultat | Omgång 1 Totala resultat | Omgång 1 Totala resultat | Omgång 1 Totala resultat |
| Placering                | Idrottare                 | Nation                   | Heat                     | Bana                     | Placering                | Tid                      | Kval.                    | Rekord                   |
| ------------------------ | ------------------------- | ------------------------ | ------------------------ | ------------------------ | ------------------------ | ------------------------ | ------------------------ | ------------------------ |
| 1                        | Noah Ngeny                | Kenya                    | 3                        | 7                        | 1                        | 3:38.03                  | Q                        |                          |
| 2                        | Noureddine Morceli        | Algeriet                 | 3                        | 14                       | 2                        | 3:38.41                  | Q                        |                          |
| 3                        | Andrés Manuel Díaz        | Spanien                  | 3                        | 3                        | 3                        | 3:38.54                  | Q                        |                          |
| 4                        | Hicham El Guerrouj        | Marocko                  | 1                        | 1                        | 1                        | 3:38.57                  | Q                        |                          |
| 5                        | Jose Antonio Redolat      | Spanien                  | 1                        | 7                        | 2                        | 3:38.66                  | Q                        |                          |
| 6                        | Youssef Baba              | Marocko                  | 3                        | 1                        | 4                        | 3:38.68                  | Q                        |                          |
| 7                        | Berhanu Alemu             | Etiopien                 | 3                        | 4                        | 5                        | 3:38.79                  | Q                        |                          |
| 8                        | Driss Maazouzi            | Frankrike                | 3                        | 5                        | 6                        | 3:38:88                  | Q                        |                          |
| 9                        | Jason Pyrah               | USA                      | 3                        | 13                       | 7                        | 3:38.94                  | q                        |                          |
| 10                       | Kamel Boulahfane          | Algeriet                 | 1                        | 10                       | 3                        | 3:39.01                  | Q                        |                          |
| 11                       | John Mayock               | Storbritannien           | 1                        | 3                        | 4                        | 3:39.08                  | Q                        |                          |
| 12                       | Hailu Mekonnen            | Etiopien                 | 1                        | 8                        | 5                        | 3:39.09                  | Q                        |                          |
| 13                       | Michael Stember           | USA                      | 1                        | 12                       | 6                        | 3:39:13                  | Q                        |                          |
| 14                       | Marko Koers               | Nederländerna            | 3                        | 9                        | 8                        | 3:39.16                  | q                        |                          |
| 15                       | Julius Achon              | Uganda                   | 1                        | 6                        | 7                        | 3:39.40                  | q                        |                          |
| 16                       | Mohammed Yagoub           | Sudan                    | 3                        | 12                       | 9                        | 3:39.52                  | q                        |                          |
| 17                       | Hudson de Souza           | Brasilien                | 3                        | 2                        | 10                       | 3:39.70                  | q                        |                          |
| 18                       | Andrew Graffin            | Storbritannien           | 3                        | 6                        | 11                       | 3:39:75                  | q                        |                          |
| 19                       | William Chirchir          | Kenya                    | 1                        | 5                        | 8                        | 3:40.22                  |                          |                          |
| 20                       | Ibrahim Mohamud Aden Gedi | Somalia                  | 3                        | 11                       | 12                       | 3:40.33                  |                          |                          |
| 21                       | Mehdi Baala               | Frankrike                | 2                        | 3                        | 1                        | 3:40.35                  | Q                        |                          |
| 22                       | Bernard Lagat             | Kenya                    | 2                        | 5                        | 2                        | 3:40.42                  | Q                        |                          |
| 23                       | James Nolan               | Irland                   | 1                        | 13                       | 9                        | 3:40.50                  |                          |                          |
| 24                       | Juan Carlos Higuero       | Spanien                  | 2                        | 1                        | 3                        | 3:40.60                  | Q                        |                          |
| 25                       | Kevin Sullivan            | Kanada                   | 2                        | 12                       | 4                        | 3:40.80                  | Q                        |                          |
| 26                       | Daniel Zegeye             | Etiopien                 | 2                        | 2                        | 5                        | 3:40.91                  | Q                        |                          |
| 27                       | Gabriel Jennings          | USA                      | 2                        | 14                       | 6                        | 3:40.96                  | Q                        |                          |
| 28                       | Adil Kaouch               | Marocko                  | 2                        | 13                       | 7                        | 3:41.06                  |                          |                          |
| 29                       | Mohamed Khaldi            | Algeriet                 | 2                        | 6                        | 8                        | 3:41.16                  |                          |                          |
| 30                       | Vjatjeslav Sjabunin       | Ryssland                 | 2                        | 7                        | 9                        | 3:41.52                  |                          |                          |
| 31                       | Ivan Heshko               | Ukraina                  | 2                        | 9                        | 10                       | 3:41.80                  |                          |                          |
| 32                       | Rui Silva                 | Portugal                 | 3                        | 10                       | 13                       | 3:41.93                  |                          |                          |
| 33                       | Darko Radomirovic         | FR Jugoslavien           | 1                        | 11                       | 10                       | 3:43.57                  |                          |                          |
| 34                       | Alexis Sharangabo         | Rwanda                   | 2                        | 8                        | 11                       | 3:44.06                  |                          |                          |
| 35                       | Nick Howarth              | Australien               | 1                        | 4                        | 11                       | 3:45.46                  |                          |                          |
| 36                       | Branko Zorko              | Kroatien                 | 1                        | 9                        | 12                       | 3:46.16                  |                          |                          |
| 37                       | Francis Fanelo Munthali   | Malawi                   | 1                        | 1                        | 13                       | 3:46.34                  |                          | NR                       |
| 38                       | Chungu Chipako            | Zambia                   | 2                        | 11                       | 12                       | 3:49.79                  |                          |                          |
| 39                       | Sidi Mohamed Ould Bidjel  | Mauretanien              | 3                        | 8                        | 14                       | 4:03.74                  |                          | PB                       |
| 40                       | Jose Luis Ebatela Nvo     | Ekvatorialguinea         | 2                        | 4                        | 13                       | 4:06.14                  |                          |                          |
| 41                       | Anthony Whiteman          | Storbritannien           | 2                        | 10                       |                          | DNF                      |                          |                          |

### Semifinaler
| Heat 1 av 2 Datum: Onsdagen den 27 september 2000 | Heat 1 av 2 Datum: Onsdagen den 27 september 2000 | Heat 1 av 2 Datum: Onsdagen den 27 september 2000 | Heat 1 av 2 Datum: Onsdagen den 27 september 2000 | Heat 1 av 2 Datum: Onsdagen den 27 september 2000 | Heat 1 av 2 Datum: Onsdagen den 27 september 2000 | Heat 1 av 2 Datum: Onsdagen den 27 september 2000 | Heat 1 av 2 Datum: Onsdagen den 27 september 2000 | Heat 1 av 2 Datum: Onsdagen den 27 september 2000 |
| Placering                                         | Placering                                         | Idrottare                                         | Nation                                            | Bana                                              | Tid                                               | Kval.                                             | Rekord                                            |                                                   |
| Heat                                              | Totalt                                            | Idrottare                                         | Nation                                            | Bana                                              | Tid                                               | Kval.                                             | Rekord                                            |                                                   |
| ------------------------------------------------- | ------------------------------------------------- | ------------------------------------------------- | ------------------------------------------------- | ------------------------------------------------- | ------------------------------------------------- | ------------------------------------------------- | ------------------------------------------------- | ------------------------------------------------- |
| 1                                                 | 8                                                 | Noah Ngeny                                        | Kenya                                             | 12                                                | 3:39.29                                           | Q                                                 |                                                   |                                                   |
| 2                                                 | 10                                                | Kevin Sullivan                                    | Kanada                                            | 2                                                 | 3:39.66                                           | Q                                                 |                                                   |                                                   |
| 3                                                 | 11                                                | Jason Pyrah                                       | USA                                               | 11                                                | 3:40.04                                           | Q                                                 |                                                   |                                                   |
| 4                                                 | 13                                                | Youssef Baba                                      | Marocko                                           | 9                                                 | 3:40.16                                           | Q                                                 |                                                   |                                                   |
| 5                                                 | 14                                                | Driss Maazouzi                                    | Frankrike                                         | 8                                                 | 3:40.23                                           | Q                                                 |                                                   |                                                   |
| 6                                                 | 15                                                | Julius Achon                                      | Uganda                                            | 6                                                 | 3:40:32                                           |                                                   |                                                   |                                                   |
| 7                                                 | 16                                                | Hailu Mekonnen                                    | Etiopien                                          | 10                                                | 3:49.92                                           |                                                   |                                                   |                                                   |
| 8                                                 | 17                                                | Hudson de Souza                                   | Brasilien                                         | 3                                                 | 3:41.00                                           |                                                   |                                                   |                                                   |
| 9                                                 | 19                                                | Michael Stember                                   | USA                                               | 1                                                 | 3:42.30                                           |                                                   |                                                   |                                                   |
| 10                                                | 20                                                | Andrew Graffin                                    | Storbritannien                                    | 7                                                 | 3:42.72                                           |                                                   |                                                   |                                                   |
| 11                                                | 22                                                | Jose Antonio Redolat                              | Spanien                                           | 5                                                 | 3:45.46                                           |                                                   |                                                   |                                                   |
| 12                                                | 24                                                | Noureddine Morceli                                | Algeriet                                          | 4                                                 | 4:00.78                                           |                                                   |                                                   |                                                   |

| Heat 2 av 2 Datum: Onsdagen den 27 september 2000 | Heat 2 av 2 Datum: Onsdagen den 27 september 2000 | Heat 2 av 2 Datum: Onsdagen den 27 september 2000 | Heat 2 av 2 Datum: Onsdagen den 27 september 2000 | Heat 2 av 2 Datum: Onsdagen den 27 september 2000 | Heat 2 av 2 Datum: Onsdagen den 27 september 2000 | Heat 2 av 2 Datum: Onsdagen den 27 september 2000 | Heat 2 av 2 Datum: Onsdagen den 27 september 2000 | Heat 2 av 2 Datum: Onsdagen den 27 september 2000 |
| Placering                                         | Placering                                         | Idrottare                                         | Nation                                            | Bana                                              | Tid                                               | Kval.                                             | Rekord                                            |                                                   |
| Heat                                              | Totalt                                            | Idrottare                                         | Nation                                            | Bana                                              | Tid                                               | Kval.                                             | Rekord                                            |                                                   |
| ------------------------------------------------- | ------------------------------------------------- | ------------------------------------------------- | ------------------------------------------------- | ------------------------------------------------- | ------------------------------------------------- | ------------------------------------------------- | ------------------------------------------------- | ------------------------------------------------- |
| 1                                                 | 1                                                 | Hicham El Guerrouj                                | Marocko                                           | 6                                                 | 3:37.60                                           | Q                                                 |                                                   |                                                   |
| 2                                                 | 2                                                 | Bernard Lagat                                     | Kenya                                             | 10                                                | 3:37.84                                           | Q                                                 |                                                   |                                                   |
| 3                                                 | 3                                                 | Daniel Zegeye                                     | Etiopien                                          | 11                                                | 3:38.08                                           | Q                                                 |                                                   |                                                   |
| 4                                                 | 4                                                 | Mehdi Baala                                       | Frankrike                                         | 4                                                 | 3:38.15                                           | Q                                                 |                                                   |                                                   |
| 5                                                 | 5                                                 | Juan Carlos Higuero                               | Spanien                                           | 12                                                | 3:38.37                                           | Q                                                 |                                                   |                                                   |
| 6                                                 | 6                                                 | Andrés Manuel Díaz                                | Spanien                                           | 2                                                 | 3:38:41                                           | q                                                 |                                                   |                                                   |
| 7                                                 | 7                                                 | John Mayock                                       | Storbritannien                                    | 5                                                 | 3:38.68                                           | q                                                 |                                                   |                                                   |
| 8                                                 | 9                                                 | Marko Koers                                       | Nederländerna                                     | 7                                                 | 3:39.42                                           |                                                   |                                                   |                                                   |
| 9                                                 | 12                                                | Gabriel Jennings                                  | USA                                               | 9                                                 | 3:40.10                                           |                                                   |                                                   |                                                   |
| 10                                                | 18                                                | Berhanu Alemu                                     | Etiopien                                          | 3                                                 | 3:41.09                                           |                                                   |                                                   |                                                   |
| 11                                                | 21                                                | Kamel Boulahfane                                  | Algeriet                                          | 1                                                 | 3:43.98                                           |                                                   |                                                   |                                                   |
| 12                                                | 23                                                | Mohammed Yagoub                                   | Sudan                                             | 8                                                 | 3:50.60                                           |                                                   |                                                   |                                                   |

Totala resultat semifinaler
| Semifinaler Totala resultat | Semifinaler Totala resultat | Semifinaler Totala resultat | Semifinaler Totala resultat | Semifinaler Totala resultat | Semifinaler Totala resultat | Semifinaler Totala resultat | Semifinaler Totala resultat | Semifinaler Totala resultat |
| Placering                   | Idrottare                   | Nation                      | Heat                        | Bana                        | Placering                   | Tid                         | Kval.                       | Rekord                      |
| --------------------------- | --------------------------- | --------------------------- | --------------------------- | --------------------------- | --------------------------- | --------------------------- | --------------------------- | --------------------------- |
| 1                           | Hicham El Guerrouj          | Marocko                     | 2                           | 6                           | 1                           | 3:37.60                     | Q                           |                             |
| 2                           | Bernard Lagat               | Kenya                       | 2                           | 10                          | 2                           | 3:37.84                     | Q                           |                             |
| 3                           | Daniel Zegeye               | Etiopien                    | 2                           | 11                          | 3                           | 3:38.08                     | Q                           |                             |
| 4                           | Mehdi Baala                 | Frankrike                   | 2                           | 4                           | 4                           | 3:38.15                     | Q                           |                             |
| 5                           | Juan Carlos Higuero         | Spanien                     | 2                           | 12                          | 5                           | 3:38.37                     | Q                           |                             |
| 6                           | Andrés Manuel Díaz          | Spanien                     | 2                           | 2                           | 6                           | 3:38.41                     | q                           |                             |
| 7                           | John Mayock                 | Storbritannien              | 2                           | 5                           | 7                           | 3:38.68                     | q                           |                             |
| 8                           | Noah Ngeny                  | Kenya                       | 1                           | 12                          | 1                           | 3:39:29                     | Q                           |                             |
| 9                           | Marko Koers                 | Nederländerna               | 2                           | 7                           | 8                           | 3:39.42                     |                             |                             |
| 10                          | Kevin Sullivan              | Kanada                      | 1                           | 2                           | 2                           | 3:39.66                     | Q                           |                             |
| 11                          | Jason Pyrah                 | USA                         | 1                           | 11                          | 3                           | 3:40.04                     | Q                           |                             |
| 12                          | Gabriel Jennings            | USA                         | 2                           | 9                           | 9                           | 3:40.10                     |                             |                             |
| 13                          | Youssef Baba                | Marocko                     | 1                           | 9                           | 4                           | 3:40:16                     | Q                           |                             |
| 14                          | Driss Maazouzi              | Frankrike                   | 1                           | 8                           | 5                           | 3:40.23                     | Q                           |                             |
| 15                          | Julius Achon                | Uganda                      | 1                           | 6                           | 6                           | 3:40.32                     |                             |                             |
| 16                          | Hailu Mekonnen              | Etiopien                    | 1                           | 10                          | 7                           | 3:40.92                     |                             |                             |
| 17                          | Hudson de Souza             | Brasilien                   | 1                           | 3                           | 8                           | 3:41.00                     |                             |                             |
| 18                          | Berhanu Alemu               | Etiopien                    | 2                           | 3                           | 10                          | 3:41:09                     |                             |                             |
| 19                          | Michael Stember             | USA                         | 1                           | 1                           | 9                           | 3:42.30                     |                             |                             |
| 20                          | Andrew Graffin              | Storbritannien              | 1                           | 7                           | 10                          | 3:42.72                     |                             |                             |
| 21                          | Kamel Boulahfane            | Algeriet                    | 2                           | 1                           | 11                          | 3:43.98                     |                             |                             |
| 22                          | Jose Antonio Redolat        | Spanien                     | 1                           | 5                           | 11                          | 3:45.46                     |                             |                             |
| 23                          | Mohammed Yagoub             | Sudan                       | 2                           | 8                           | 12                          | 3:50.60                     |                             |                             |
| 24                          | Noureddine Morceli          | Algeriet                    | 1                           | 4                           | 12                          | 4:00.78                     |                             |                             |

### Final
| 1  | Noah Ngeny          | Kenya          | 11 | 3:32.07 | OR |
| 2  | Hicham El Guerrouj  | Marocko        | 1  | 3:32.32 |    |
| 3  | Bernard Lagat       | Kenya          | 7  | 3:32.44 |    |
| 4  | Mehdi Baala         | Frankrike      | 8  | 3:34.14 |    |
| 5  | Kevin Sullivan      | Kanada         | 2  | 3:35.50 |    |
| 6  | Daniel Zegeye       | Etiopien       | 3  | 3:36.78 |    |
| 7  | Andrés Manuel Díaz  | Spanien        | 10 | 3:37.27 |    |
| 8  | Juan Carlos Higuero | Spanien        | 4  | 3:38.91 |    |
| 9  | John Mayock         | Storbritannien | 5  | 3:39.41 |    |
| 10 | Jason Pyrah         | USA            | 6  | 3:39.84 |    |
| 11 | Driss Maazouzi      | Frankrike      | 12 | 3:45.46 |    |
| 12 | Youssef Baba        | Marocko        | 9  | 3:56.08 |    |